# Philippe Couplet
Philippe Couplet (ur. 31 maja 1623 w Mechelen, zm. 16 maja 1693 w okolicach Goa), znany jako Bai Yingli (chiń. 柏應理) – flamandzki uczony, misjonarz i jezuita. Interesowała go zwłaszcza historia Chin i cywilizacja chińska. Obok Ferdinanda Verbiesta, był jednym z inicjatorów francuskiej misji jezuickiej. Był odpowiedzialny za edycję i wydanie dzieła Confucius Sinarum Philosophus, która była pierwszym tłumaczeniem klasycznych prac konfucjanizmu na języki europejskie.
Philippe był synem Pierre, pracownika sądowego i Katarzyny Couplet. Miał ośmioro rodzeństwa, był piątym dzieckiem swoich rodziców. Po śmierci matki Pierre ożenił się ponownie, jego małżonką została Elizabeth Disne. W 1632 roku Philippe zaczął naukę w miejscowym kolegium Jezuitów. Osiem lat później sam wstąpił do zakonu. Okres nowicjatu zakończył w 1641 roku, razem z dwoma przyjaciółmi: Ferdinandem Verbiestem i François de Rougemontem. W 1642 roku cała trójka rozpoczęła studia filozoficzne w kolegium w Leuven. W 1645 roku Couplet został wysłany do kolegium w Antwerpii. Po dwóch latach powrócił do Mechelen, gdzie zaczął nauczać greki. W międzyczasie zainteresował się misjami i wraz z Verbiestem zgłosili swoje kandydatury do pracy misyjnej w Meksyku. Władze zakonu wydały zgodę i Philippe oraz Ferdynand zaczęli szykować się do wyjazdu. Miał wyruszyć do Nowego Świata z Cadizu w maju 1648 roku, ale ich statek został zatrzymany przez władze hiszpańskie, które nie chciały wydać im zgody na udział w misji w Meksyku. Couplet wrócił do Niderlandów i zaczął pracować jako nauczyciel w kolegium w Kortrijk. Verbiest i de Rougemont również poświęcili się pracy w kolegium, tyle że tym w Brukseli. W 1651 roku Couplet rozpoczął studia teologiczne w Leuven, które ukończył dwa lata później. W czasie nauki poznał jezuitę Alberta d’Orville, z którym się zaprzyjaźnił. W 1654 Couplet otrzymał święcenia kapłańskie.
W tym samym roku do Leuven przybył Martino Martini, jezuita który pracował jako misjonarz w Chinach. W czasie pobytu w Niderlandach wielokrotnie opowiadał o Dalekim Wschodzie i pracy katolickich zakonników. Zachęcał młodych jezuitów do wyruszenia do Chin. Rozmowy z nim przekonały Coupleta i jego współbraci. Władze zakonne początkowo zezwoliły na wyjazd tylko Albertowi d’Orville ale po interwencji Mariniego w Rzymie, Couplet, Verbiest i Rougemont również otrzymali pozwolenie na działalność misjonarską w Chinach. Ich wyprawa na Wschód rozpoczęła się 30 marca 1656 roku. W 1658 roku misjonarze dotarli do Syjamu, skąd po krótkim pobycie, wyruszyli w dalsza podróż. Do Chin dotarli ostatecznie w 1659 roku. Couplet rozpoczął swoją pracę misyjną w Jiangxi, następnie działał w Huguang, Zhejiang, Nankinie i Suzhou. W 1655 roku, w czasie sporu o reformę kalendarza został zmuszony do przebywania w Kantonie, podobnie jak inni misjonarze. W 1671 roku mógł ponownie powrócić do pracy misjonarskiej. Tym razem osiadł w Songjiang a później, w 1677 roku, przeniósł się na wyspę Chongming. W 1680 roku został mianowany prokuratorem wiceprowincji chińskiej i wysłany do Rzymu. Jego zadaniem było promowanie prezentowanego przez wielu jezuitów podejścia do chińskiego chrześcijaństwa. Jezuici starali się przybliżyć swoją religię mieszkańcom Państwa Środka, za pomocą znanych im pojęć, akceptowali również wiele zwyczajów i tradycyjnych praktyk miejscowych. Wywoływało to czasami opór ze strony innych misjonarzy i władz kościelnych, które obawiały się o ortodoksyjność doktryny katolickiej. Oprócz tego miał również pozyskać nowych misjonarzy i środki niezbędne im do pracy.
Couplet opuścił Makau 5 grudnia 1681 roku. W podróży towarzyszył mu rodowity Chińczyk nawrócony na katolicyzm, Michael Shen Fuzong. Do Europy dotarł 8 października 1682 roku. Miał ze sobą około 400 chińskich ksiąg, które ufundowała bogata katoliczka Candida Xu. Couplet zaczął odwiedzać dwory europejskich władców. Spotkał się między innymi z Ludwikiem XIV we Francji. Udało mu się nakłonić władcę do wysłania francuskich jezuitów na misję, co zaowocowało później wyprawą tak zwanych "Sześciu matematyków królewskich" (Jean de Fontaney, Guy Tachard, Louis Le Comte, Claude de Visdelou, Joachim Bouvet i Jean-François Gerbillon). To właśnie w Paryżu Couplet dokonał edycji słynnego dzieła Confucius Sinarum Philosophus. Zawierało ono tłumaczenia trzech z czterech najważniejszych ksiąg konfucjańskich: Wielka Nauka, Doktryna Środka i Dialogi konfucjańskie. Couplet nie dokonał przekładu sam, był on dziełem kilku jezuickich uczonych, między innymi Prospero Intorcetty. Philippe na pewno był autorem przedmowy i Tabula chronologica monarchiae sinicae, która stanowiła skrót chińskiej historii. Przekazał europejskim uczonym tłumaczenia chińskich prac naukowych, dokonanych między innymi przez polskiego jezuitę Michała Boyma. Nawiązał również kontakty z uczonymi zajmującymi się badaniem chińskiej cywilizacji, nazywanymi dziś mianem protosinologów: Christianem Mentzelem, Andreasem Müllerem, Melchisédechem Thévenotem i Thomasem Hyde’em. Wracając do Chin Couplet zabrał ze sobą kilku nowych zakonników.
Zginął w wypadku który miał miejsce w czasie podróży powrotnej. Statek którym płynął napotkał na Morzu Arabskim, w pobliżu Goa, ciężkie warunki meteorologiczne. W wyniku wiatru i wysokich fal jedna ze skrzyń w której jezuici przechowywali swoje wyposażenie, spadła Coupletowi na głowę, powodując śmierć.